# 서북 방언
서북 방언(西北方言) 또는 평안도 사투리는 평양직할시, 평안남도, 평안북도 및 자강도에서 쓰는 한국어의 방언으로, 관서 지방에서 쓰인다고 하여 관서 방언(關西方言)이라고도 불린다.

## 음운

### 자모
8 모음 체계(이, 에, 애, 으, 어, 아, 우, 오)를 가진다. 특히 '어'는 다른 방언에 비해 훨씬 후설적이어서 '오'에 가깝게 들린다. 자음체계는 중부방언과 비슷하나 'ㅈ·ㅊ' 등이 구개음으로 실현되는 중부방언과 달리 치조음으로 실현된다는 점에서 차이를 보인다. 이 방언에서 음의 장단이 단어의 의미를 분화시켜주는 기능을 하기 때문에 중부 방언, 서남 방언의 다른 서부 방언들과 함께 음장지역으로 묶인다. 이중모음 '위, 왜, 워, 와' 등은 대개 원음대로 실현되나 '야, 여, 요, 유' 등은 자음 뒤에서 '아, 어, 오, 우'로 실현되기도 한다(차포[차표]). 중부방언의 '외'가 '왜'로 대응함은 특이하다. '의'는 대체로 제1음절에서는 '으'로, 제2음절 이하에서는 '이'로 대응한다(흐생[희생], 홰이[회의]).

### 구개음화 부재
'ㄷ' 구개음화뿐 아니라 제1음절에서 'ㄱ'과 'ㅎ'의 구개음화도 경험하지 않았다.
- 예[1]

더기 누구레 옴무다(저기 누가 옵니다).

돟은 소식을 우테부레 가제와시요(좋은 소식을 우체부가 가져왔어요).

발쎄 덤심시간이가?(벌써 점심시간이냐?)

딜그릇이 떨어데서 깨데시요(질그릇이 떨어져 깨졌어요).

둥매비(中媒婢) 덕분에 당개가게 돼시요(중매장이 덕분에 장가가게 됐어요).

아츰마당 테조를 하디요(아침마다 체조를 하지요).

### 전설고모음화 부재
'ㅅ·ㅈ·ㅊ' 뒤에서의 전설고모음화 현상이 일어나지 않았다.
- 예[2]

슬건(실컷) 놀아봐라.

산에 즘성이 줄엇다(줄었다).

승겁게(싱겁게) 먹는게 건강에 돟댄다.

길이 즐어서(질어서) 가기가 나쁘다.

눈을 츠디(치지) 않아서 길이 미끄럽다.

츩(칡) 넝쿨이 낭게(나무에) 얼켓다(얽혔다).

아츰(아침)에 신문이 안 와시요(왔어요).

### 두음 법칙
서북방언에서는, 어두의 'ㄴ'은 '이·야·여·요·유·에' 등 모음 '이'나 반모음 [j] 앞에서 그대로 발음된다.
```
예: 닐굽 (일곱);
```

한자어에서 어두의 'ㄹ'은 'ㄴ'으로 발음된다.
```
예: 뉴행, 노동.
```

### 활용
용언의 활용에서는 'ㄷ'불규칙·'ㅂ'불규칙·'ㅅ' 불규칙 활용을 모두 보인다. 다만 '듣다'의 경우 이 방언에서 'ㄷ' 규칙 활용을 보임은 특징적이다. 예: 듣다, 드드니 (들으니).

어말에 'ㄺ', 'ㄼ' 자음군을 가진 체언이나 용언어간은 'ㄱ'이나 'ㅂ'을 탈락시켜 발음한다. 예: 흘 (흙), 발찌만 (밟지만), 널따 (넓다).

## 문법

### 조사
주격 조사로는 '-가'와 '-레', '-래'가 쓰인다. '-레', '-래'는 한국 표준어의 주격 조사 '-가'와 수의적으로 교체할 수 있다.

공동격조사로는 '-과'만 쓰인다. 예: 친구과 얘기 좀 햇수다 (친구와 이야기 좀 했습니다).

### 시제를 나타내는 선어말어미
과거의 선어말어미로 '-앗-', '-엇-'이 있다. 이외에 '-댓-'이나 '-더랫-'도 쓰인다. 미래의 선어말어미는 '-갓-'이 쓰인다.

### 종결 어미
서술 종결 어미는 하대에서는 '-다', '-은/는다'가 쓰이고, 평대에서는 '음/슴메', -소/Ø웨'가 쓰이고, 존대에서는 '-우/수다', '-음/슴네다', '-소/Ø와요'가 쓰인다.

의문 종결 어미는 하대에서는 '-니', '-너니'가 쓰이고, 평대에서는 '-음마', '-소와'가 쓰이며 존대에서는 '-음/슴네까', '-Ø/소와요'가 쓰인다.

명령 종결 어미는 하대에서는 '-라우'가 쓰이고, 존대에서는 '-라요'가 쓰인다.

존대의 청유 종결 어미로는 '-ㅂ세다', '-ㅂ수다' 등이 있다.

## 어휘
어휘는 표준어(경기 방언)과 일치하는 경우가 많다. 다만 형태는 같거나 유사함에도 뜻은 아주 다른 경우도 많은데, 예컨대 '싸다'라는 말은 표준어의 '비싸다'에 해당하는 의미로 쓰이며, 한편 표준어의 '싸다'라는 말에 대응되는 어휘로는 '눅다'나 '헐하다'라는 특유의 표현이 대응된다.
또한 평남과 평북 지역 간에는 음운적 특징이나 특유의 어휘가 서로 다르게 나타나기도 한다. 평북 방언에서는 동북 방언과 일치하는 독특한 어휘가 자주 관찰되기도 하며, 평남 방언에서는 경우에 따라 어두의 'ㄴ'이 제대로 발음되지 않기도 한다.